# Liar Game
Liar Game (яп. ライアーゲーム райа: гэ:му, «Игра лжецов») — манга, написанная и проиллюстрированная Синобу Каитани. Была впервые опубликована в 2005 году в японском манга-журнале Weekly Young Jump . 14 апреля 2007 года на Fuji TV началась трансляция сериала — адаптации манги .
Манга также была переведена на китайский и голландский языки.

## Сюжет
Честная и полностью доверяющая людям, студентка колледжа по имени Нао Кандзаки получает коробку, в которой находится 100 миллионов йен (около 1 млн. долларов) и записку, в которой написано, что она стала участником турнира игры лжецов. В этом турнире участникам нужно обманывать своих соперников чтобы получить их деньги. Тот кто проиграет в этой игре и потеряет свои деньги получает огромный денежный долг. Когда первый соперник Нао, её бывший учитель, крадет её деньги, она обращается за помощью к мошеннику по имени Синъити Акияма. Хотя Нао и Акияме удается победить бывшего учителя, они вступают в дальнейшую борьбу турнира игры лжецов. В следующих раундах против них выступает множество опасных игроков, в то же время Нао и Акияма, пытаются освободить своих оппонентов от долгов и победить организаторов игры лжецов.